# Bhāratīya Vāyu Senā
Bhāratīya Vāyu Senā (Devanagari: भारतीय वायु सेना) - Indian Air Force in inglese (abbreviata in IAF), è l'aeronautica militare dell'India e parte, assieme a Bhāratīya Thalsēnā (esercito) e Bhāratīya Nāu Senā (marina militare), delle forze armate indiane.
Fondata l'8 ottobre 1932, quando l'India era ancora parte del territorio del Commonwealth britannico, ne eredita le tradizioni militari della precedente Royal Indian Air Force, quando la nazione acquisisce la sua indipendenza.

## Aeromobili in uso
Sezione aggiornata annualmente in base al World Air Force di Flightglobal del corrente anno. Tale dossier non contempla UAV, aerei da trasporto VIP ed eventuali incidenti accorsi durante l'anno della sua pubblicazione. Modifiche giornaliere o mensili che potrebbero portare a discordanze nel tipo di modelli in servizio e nel loro numero rispetto a WAF, vengono apportate in base a siti specializzati, periodici mensili e bimestrali. Tali modifiche vengono apportate onde rendere quanto più aggiornata la tabella.
| Aeromobile                           | Origine        | Tipo                                                                         | Versione (denominazione locale)                 | In servizio (2024) | Note | Immagine |
| Aerei da combattimento               |                |                                                                              |                                                 |                    | |          |
| Dassault Mirage 2000 Vajra           | Francia        | intercettoreconversione operativa                                            | 2000I2000TI                                     | 4410               | 45 Mirage 2000I e 12 Mirage 2000TI consegnati. 44 Mirage 2000H e 10 biposto TH (ridenominati 2000I e 2000TI) vengono aggiornati nell'avionica e nei sistemi d'arma con un upgrade studiato e sviluppato da Thales che comprende un nuovo radar, un sistema di autoprotezione EW, un nuovo computer di missione, mentre per quanto concerne l'apparato propulsivo è stato mantenuto il vecchio Snecma M53-P2. Uno degli esemplari biposto della versione TI è andato perso il 1 febbraio 2019. Un esemplare monoposto è andato perso il 21 ottobre 2021. Un esemplare biposto è stato perso il 6 febbraio 2025. |          |
| Dassault Rafale                      | Francia        | cacciabombardiereconversione operativa                                       | Rafale EHRafale DH                              | 36                 | 36 aerei (28 monoposto e 8 biposto) ordinati il 23 settembre 2016, i primi 5 dei quali sono arrivati in India il 29 luglio 2020, ed entrati in servizio il 10 settembre 2020. Ulteriori 3 aerei (2 monoposto e 1 biposto) sono stati consegnati il 4 novembre 2020. Altri 3 aerei consegnati il 28 gennaio 2021. 3 monoposto consegnati il 31 marzo 2021, che portano a 14 gli aerei in servizio. 3 monoposto Rafale EH consegnati il 21 aprile 2021. |          |
| HAL Tejas                            | India          | cacciabombardiereconversione operativacacciabombardiereconversione operativa | Tejas Mk.1Tejas T-Mk.1Tejas Mk.1A Tejas T-Mk.1A | 3120               | 40 Mk.1 (32 monoposto e 8 biposto) ordinati nel 2006. Il 13 gennaio 2021, il Cabinet Committee on Security (CCS) indiano ha approvato l'acquisto di 83 Tejas Mk.1A (73 monoposto Mk. 1A e 10 T-Mk.1A biposto) che saranno consegnati tra il 2024 ed il 2029. Un Tejas Mk.1 è stato perso in un incidente il 12 marzo 2024. Ulteriori 97 Tejas Mk.1A ordinati il 12 aprile 2024. |          |
| Mikoyan-Gurevich MiG-29 Baaz         | Russia         | intercettoreaereo da addestramento                                           | MiG-29UPGMiG-29UB                               | 58                 | 44 MiG-29 ordinati nel 1984, seguiti da ulteriori 26 esemplari nel 1989 e 10 nel 1994. Nel marzo del 2008 fu siglato un contratto per l'aggiornamento degli esemplari monoposto allo standard MiG-29UPG. L'aggiornamento comprende un'avionica quasi completamente rinnovata con il radar Phazotron "Zhuk-M2E" con antenna a scansione meccanica, serbatoi interni di fusoliera di maggiore capacità (950 litri di carburante in più), motori RD-33 Series 3 aggiornati e nuove possibilità di armamento. Uno degli esemplari in organico, è precipitato l'8 maggio 2020. L'acquisto di ulteriori 21 aerei e l'aggiornamento dei 59 esemplari ancora in servizio è stato autorizzato dal MoD indiano il 2 luglio 2020. Un esemplare è stato perso in un incidente il 4 novembre 2024. |          |
| SEPECAT Jaguar Shamsher              | Regno Unito    | aereo antinaveaereo d'attacco al suoloaereo da addestramento                 | Shamsher IMShamsher ISShamsher IB               | 92                 | 16 GR.1 e 2 T.2 ricevuti in prestito dalla RAF nell'estate del 1979, e restituiti tra il 1982 e il 1984 quando erano stati consegnati 35 Jaguar IS monoposto e 5 Jaguar IB biposto. 35 Jaguar IS monoposto e 10 Jaguar IB biposto furono ordinati nel 1979, seguiti nel 1982 da 31 Jaguar IS e 15 nel 1988. Ulteriori 17 Jaguar IB biposto ordinati nel 1998 e consegnati nel 2003, mentre un ultimo ordine per ultimo ordine per 20 Jaguar IS monoposto è stato effettuato nel 2006. 130 esemplari sono stati aggiornati tra il 1996 al 2006 con il programma DARIN III, che prevedeva l'aggiornamento di strumentazione, avionica, armamenti e motori. Un ulteriore aggiornamento di 61 DARIN III (117 in carico all'ottobre 2017), che comporta l'installazione di un radar AESA, un nuovo calcolatore di missione ed altri oggiornamenti all'avionica, doveva essere completato nel 2017, ma si ritiene che gli aggiornamenti agli aerei non saranno completati fino al 2022. A luglio 2018 è stato comunicato che la IAF, per mantenere l'operatività dei suoi circa 120 aerei, riceverà dall'Armée de l'Air francese 31 Jaguar, dalla Al-Quwwat al-Jawiyya al-Sultaniyya al-'Umaniyya dell'Oman due Jaguar con otto motori e 3.500 pezzi di ricambio, mentre dalla RAF inglese due Jaguar biposto e 619 pezzi di ricambio. Uno dei circa 120 esemplari in organico è andato perso il gennaio 2019. 95 esempalri in servizio al settembre 2022. Un Jaguar IS monoposto perso il 7 marzo 2025, un Jaguar IB biposto perso il 3 aprile successivo e un ulteriore biposto perso l'8 luglio dello stesso anno. |          |
| Sukhoi Su-30 Flanker                 | Russia         | cacciabombardiere                                                            | Su-30MKI Flanker                                | 262                | 272 esemplari ordinati e tutti consegnati al giugno 2020. 8 aerei persi dal 2009 al giugno 2018. 40 aerei saranno modificati per consentire il trasporto del missile da crociera BrahMos. Il contratto per l'acquisto di ulteriori 12 aerei (da costruirsi su licenza ed autorizzato dal MoD indiano il 2 luglio 2020) è stato ufficialmente firmato il 12 dicembre 2024. Questi dodici nuovi aerei andranno a rimpiazzare i dieci esemplari persi dall'entrata in servizio. |          |
| Aerei AEW e AWACS                    |                |                                                                              |                                                 |                    | |          |
| DRDO ERJ-145 Netra                   | India Brasile  | AEW                                                                          | ERJ-145I                                        | 3                  | 3 ordinati, il primo dei quali è stato consegnato il 14 febbraio 2017 durante la manifestazione aerea Aero India 2017. |          |
| Beriev A-50 Phalcon                  | Russia         | AWACS                                                                        | A-50EI                                          | 3                  | 3 ordinati nel 2004 e consegne iniziate nel 2009, ulteriori 2 ordinati nel 2016. Gli aerei indiani sono stati tutti modificati dalla IAI israeliana con il sistema Phalcon basato sul radar aerotrasportato EL/W-2090. |          |
| Aerei per impieghi speciali          |                |                                                                              |                                                 |                    | |          |
| Boeing 707                           | Stati Uniti    | ELINT                                                                        | B707-337C                                       | 1                  | 1 B707-337C utilizzato per missioni ELINT consegnato a partire dal 1999. |          |
| IAI 1125 Astra                       | Israele        | aereo da ricognizione                                                        | IAI 1125                                        | 2                  | 2 IAI 1125 consegnati. |          |
| Gulfstream III                       | Stati Uniti    | guerra elettronica                                                           | G.1159A EW                                      | 3                  | 3 Gulfstream G.1159A consegnati. |          |
| Bombardier Global Express            | Canada         | ELINT                                                                        | BD-700-1A11                                     | 2                  | 2 BD-700-1A11 consegnati. |          |
| Aeromobili a pilotaggio remoto - UAV |                |                                                                              |                                                 |                    | |          |
| General Atomics MQ-9 SkyGuardian     | Stati Uniti    | aeromobile a pilotaggio remoto                                               | MQ-9B                                           | 0                  | 8 MQ-9B SkyGuardian ordinati il 15 ottobre 2024. |          |
| IAI Heron                            | Israele        | UAV                                                                          | Heron IHeron TP                                 | 684                | 68 Heron I in servizio al settembre 2021, più ulteriori 4 Heron TP ordinati a gennaio dello stesso anno. Quattro Heron TP consegnati ad agosto 2023. |          |
| IAI Searcher                         | Israele        | UAS                                                                          | Searcher Mk II                                  | 108                | 108 Searcher Mk II in servizio a settembre 2021. |          |
| Aerei per rifornimento in volo       |                |                                                                              |                                                 |                    | |          |
| Ilyushin Il-78 Midas                 | Russia         | rifornimento in volo                                                         | Il-78MKI                                        | 6                  | Consegnati 7 esemplari. I 6 esemplari di Ilyushin Il-78MKI in servizio al maggio 2019, saranno sottoposti ad una revisione ed una parziale modernizzazione in base ad un contratto del valore di 80 milioni di dollari firmato tra la società PJSC Ilyushin e Nuova Delhi. |          |
| Aerei da trasporto                   |                |                                                                              |                                                 |                    | |          |
| Lockheed C-130J Hercules II          | Stati Uniti    | aereo da trasporto                                                           | C-130J-30 Hercules II                           | 11                 | 6 consegnati, ulteriori 6 esemplari sono stati ordinati nel 2013. Un esemplare del primo lotto di sei aerei consegnati è andato perso il 28 marzo 2014 per un errore del pilota. |          |
| Boeing C-17 Globemaster III          | Stati Uniti    | aereo da trasporto                                                           | C-17A                                           | 11                 | 10 aerei ordinati nel 2011. Un ulteriore esemplare che porta il totale a 11 è stato ordinato a giugno 2017 ed è stato consegnato ad agosto 2019. All'agosto 2019 risultano tutti in servizio gli 11 esemplari consegnati. |          |
| Boeing 737                           | Stati Uniti    | aereo da trasporto                                                           | B737-200B737-700BBJ                             | 3                  | 3 B737-200 e 3 B737-700BBJ consegnati. |          |
| Airbus C-295                         | Unione europea | aereo da trasporto tattico                                                   | C-295MW                                         | 16                 | L'8 settembre 2021 il Cabinet Commitee on Security ha definitivamente approvato l'acquisto dei 56 C-295MW, i primi sedici dei quali saranno consegnati direttamente da Airbus, mentre i successivi 40 saranno assemblati in India. L'ordine è stato definitivamente firmato il 24 settembre 2021. Primo esemplare preso in consegna il 13 settembre 2023. Ad agosto 2025 risultavano consegnati i primi 16 aerei costruiti direttamente da Airbus. |          |
| Antonov An-32 Cline                  | Ucraina        | aereo da trasporto                                                           | An-32RE                                         | 101                | 105 consegnati tra il 1984 ed il 1991. 101 in servizio, in quanto un esemplare è andato perso nel giugno 2019, mentre altri 3 esemplari sono stati persi dal 1986. Gli esemplari ancora in organico sono stati sottoposti ad un upgrade (dall'ucraina Antonov) che comprende, sia un ricondizionamento strutturale in modo da allungarne la vita operativa di ulteriori 15 anni, sia il potenziamento delle turbine Motor Sich Al-20 che hanno portato il carico pagante a 7.500Kg. |          |
| Ilyushin Il-76 Gajraj                | Russia         | aereo da trasporto                                                           | Il-76MD                                         | 14                 | 17 esemplari ordinati a partire dal 1983. All'agosto 2016 sono in servizio 14 esemplari. |          |
| Dornier Do 228                       | Germania       | aereo da trasporto                                                           | Do 228                                          | 50                 | 50 Do 228 consegnati. |          |
| Hawker Siddeley HS 748               | Regno Unito    | aereo da trasporto                                                           | HS 748-224 Srs.2                                | 56                 | 60 HS 748-224 Srs.2 consegnati. |          |
| Embraer EMB-135 Legacy               | Brasile        | aereo da trasporto                                                           | EMB-135BJ                                       | 4                  | 4 EMB-135BJ consegnati. |          |
| Embraer ERJ 145                      | Brasile        | aereo da trasporto                                                           | ERJ-145                                         | 4                  | 4 ERJ-145 consegnati. |          |
| Aerei da addestramento               |                |                                                                              |                                                 |                    | |          |
| BAe Hawk                             | Regno Unito    | aereo da addestramento                                                       | Hawk Mk.132                                     | 102                | 106 consegnati. |          |
| HAL HJT-16 Kiran II                  | India          | aereo da addestramento                                                       | HJT-16                                          | 77                 | 170 HJT-16 consegnati. |          |
| HAL HPT-32 Deepak                    | India          | aereo da addestramento                                                       | HPT-32                                          | 114                | 136 esemplari consegnati. A giugno 2016 ne risultano in servizio 114. |          |
| Pilatus PC-7                         | Svizzera       | aereo da addestramento                                                       | PC-7 Mk.II                                      | 74                 | 75 ordinati nel 2012, l'ultimo dei quali è stato consegnato a novembre 2015, tutti in servizio al settembre 2019. È stata esercitata un'opzione per ulteriori 38 esemplari. |          |
| HAL HTT-40                           | India          | aereo da addestramento                                                       | HHT-40                                          | 0                  | 70 HTT-40 (il requisito è per 106 velivoli) selezionati ad agosto 2020 ed ordinati definitivamente il 7 marzo 2023. |          |
| Pipistrel SW 80 Garud                | Slovenia       | aereo ultraleggero da addestramento                                          | SW 80 Garud                                     | 72                 | 72 Virus SW 80 Garud ordinati ad ottobre 2015 e tutti consegnati al settembre 2019. |          |
| Elicotteri                           |                |                                                                              |                                                 |                    | |          |
| HAL Dhruv                            | India          | elicottero utility                                                           | Dhruv ALH                                       | 123                | 145 Dhruv ALH ordinati. |          |
| Mil Mi-17 Hip                        | Russia         | elicottero da trasporto                                                      | Mi-17-1VMi-17V-5 Hip-H                          | 90147              | 151 Mi-17-1V consegnati negli anni novanta. La consegna dei 151 esemplari ordinati in due lotti (80 nel 2008 e 71 nel 2012) è stata completata nel 2016. Ulteriori 48 esemplari sono stati ordinati a settembre 2015. A marzo 2016 non risultava ancora siglato il contratto, tuttavia secondo gli analisti militari locali è solo questione di pochi mesi poiché entro la fine dell’anno tale accordo potrebbe andare definitivamente in porto. Un esemplare è andato perso il 6 ottobre 2017. Uno dei 150 Mi-17V-5 in servizio a tutto il dicembre 2018, è precipitato il 27 febbraio 2019. Uno dei 149 Mi-17V5 in servizio a tutto il dicembre 2019, è andato perso il 7 maggio 2020. Un Mi-17V-5 è precipitato l'8 dicembre 2021. |          |
| Mil Mi-26 Halo                       | Russia         | elicottero da trasporto                                                      | Mi-26                                           | 1                  | 6 Mi-26 ordinati, i primi due dei quali, per un valore di 3,86 milioni di dollari, sono stati consegnati nel giugno 1986. Il terzo e il quarto sono stati consegnati alla IAF nel febbraio 1989 al costo di 4,73 milioni di dollari. I restanti due, tuttavia, sono stati annullati a causa del ridotto utilizzo dell'aeromobile. 3 (un solo esemplare in grado di volare) in organico a marzo 2019, che dovrebbero essere sottoposti ad upgrade. |          |
| Boeing AH-64E Apache Guardian        | Stati Uniti    | elicottero d'attacco                                                         | AH-64E Apache Guardian                          | 22                 | 22 ordinati nel 2015, saranno consegnati a partire dal 2019. Il primo esemplare è stato preso in consegna il 10 maggio 2019. Gli ultimi dei 22 esemplari ordinati sono stati consegnati a luglio 2020. |          |
| Mil Mi-35 Hind                       | Russia         | elicottero d'attacco                                                         | Mi-35                                           | 15                 | 20 Mi-35 consegnati. 4 esemplari venduti all'aviazione afghana a dicembre 2015. |          |
| HAL Prachand                         | India          | elicottero d'attacco                                                         | Prachand Mk.1                                   | 10                 | 10 LCH ordinati a marzo 2022. I primi tre esemplari, ribattezzati Prachand Mk.1, sono stati consegnati il 3 ottobre 2022. Ulteriori 66 esemplari ordinati il 28 marzo 2025. |          |
| Kamov Ka-226 Hoodlum                 | Russia         | elicottero utility                                                           | Ka-226T                                         | 0                  | 65 esemplari ed in attesa di consegna a partire dalla fine del 2018. |          |
| Boeing CH-47F Chinook                | Stati Uniti    | elicottero da trasporto                                                      | CH-47F                                          | 15                 | 15 ordinati nel 2015, consegnati tra il 2019 ed il 2020. Il primo esemplare è stato accettato negli Stati Uniti d'America a febbraio 2019. I primi 4 esemplari sono stati consegnati a marzo 2019. Gli ultimi dei 15 esemplari ordinati sono entrati in servizio a marzo 2020. |          |
| Hal Chetak                           | Francia        | elicottero utility                                                           | SA-316BSA-319B                                  | 32                 | 250 tra SA-316B e SA-319B consegnati. |          |
| HAL Cheetah                          | Francia        | elicottero utility                                                           | SA-315B                                         | 4                  | 100 SA 315B consegnati. |          |

## Aeromobili ritirati
- Mikoyan-Gurevich MiG-21M Fishbed-H
- Mikoyan-Gurevich MiG-27ML Flogger-J - 165 esemplari (1984-2019).[137][138][139]
- Mil Mi-8 Hip - 107 esemplari (1971-2017)[140][141]
- Mil Mi-35 Hind - 4 esemplari ceduti all'aviazione afghana a dicembre 2015.[125]
- SEPECAT Jaguar GR.I
- Mikoyan-Gurevich MiG-21FL Fishbed
- Mikoyan-Gurevich MiG-23MF Flogger
- Mikoyan-Gurevich MiG-25R/RUB Foxbat
- Sukhoi Su-7BM/UM Fitter - 154 esemplari (1968-1986)[142]
- Hawker Hunter F Mk.56A - 36 esemplari (?-?)[142]
- Hawker Hunter T Mk.66D - 12 esemplari (?-?)[142]
- HAL Ajeet
- North American T-6 Texan
- PZL TS-11 Iskra
- HAL HF-24 Marut
- Dassault Ouragan
- Dassault Mystère IV
- English Electric Canberra PR. Mk. 57
- de Havilland DH.100 Vampire
- Supermarine Spitfire
- Hawker Hurricane
- Hawker Tempest
- Sikorsky S-55
- Sikorsky S-62B
- Mil Mi-4 Hound
- Antonov An-12 Cub - 65 esemplari (1961-1990)
- Tupolev Tu-124
- Ilyushin Il-14
- Fairchild C-119 Flying Boxcar
- de Havilland Canada DHC-3 Otter
- De Havilland Canada DHC-4 Caribou
- Lockheed L-1049 Super Constellation
- Douglas C-47 Dakota/Skytrain
- Mikoyan-Gurevich MiG-21 Bison - 36 esemplari (1964-2025)